# Stroheim
Stroheim ist eine Gemeinde mit 1683 Einwohnern (Stand 1. Jänner 2024) in Oberösterreich im Bezirk Eferding im Hausruckviertel.

## Geografie
Stroheim liegt auf 489 m ü. A. auf einem Gneisriegel, der sich 220 bis 380 m ü. A. über das Eferdinger Becken erhebt. Die höchste Erhebung, der Mayrhofberg, ist 654 m ü. A. hoch und gleichzeitig der höchste Punkt des Bezirks Eferding. Im Norden fällt das Gelände schroff zur Aschach hin ab, die dort auf 2,7 km die Gemeindegrenze bildet. Weitere nennenswerte Gewässer gibt es aufgrund der Höhenlage nicht.
Die Ausdehnung beträgt von Norden nach Süden 7,8 und von Westen nach Osten 9 Kilometer. Die Gemeinde hat eine Fläche von 28,75 Quadratkilometer. Davon werden 62 Prozent landwirtschaftlich genutzt und 32 Prozent sind bewaldet.

### Gemeindegliederung
Das Gemeindegebiet umfasst folgende 22 Ortschaften (in Klammern Einwohnerzahl Stand 1. Jänner 2024):
- Bergern (25)
- Birihub (38)
- Dunzing (5)
- Gmeinholz (30)
- Götzenberg (13)
- Großstroheim (117)
- Gschnarret (20)
- Gstocket (11)
- Gugerling (10)
- Kleinstroheim (108)
- Knieparz ob der Leiten (40)
- Kobling (187) mit Donaublick
- Mayrhof (89)
- Mitterstroheim (218)
- Reith (110)
- Schnellersdorf (69)
- Stallberg (72)
- Stroheim (315)
- Troß (13)
- Windischdorf (95)
- Wögern (71)
- Wölflhof (27)

Die Gemeinde besteht aus den Katastralgemeinden Großstroheim und Mayrhof.
Die Gemeinde liegt im Gerichtsbezirk Eferding.

### Nachbargemeinden
| St. Agatha (GR)    |                                             | Haibach ob der Donau |
| Waizenkirchen (GR) | Kompassrose, die auf Nachbargemeinden zeigt | Hartkirchen          |
| Prambachkirchen    | Hinzenbach                                  | Pupping              |

## Geschichte

### Ortsgeschichte
Zwischen 1110 und 1130 wurde der Ort als Strachen erstmals urkundlich erwähnt.
Im 13. Jahrhundert war der Name Chunrad (Konrad) in Stroheim sehr beliebt und ist zumindest in den Jahren um 1220, 1250, 1262, 1268 und 1272 bezeugt.
Zwischen 1272 und 1301 finden sich in Urkunden der Schaunberger die Namen Chunrad von Strochen und Ulrich von Strochener. Weitere frühere Bezeichnungen von Stroheim sind unter anderem: Strochen, Strahen, Strohham, Stroham und Strohheim.
Bis 1848 war Stroheim eine Grundherrschaft. In jenem Jahr wurden die Gemeinden Mayrhof und Großstroheim gebildet, die 1876 zur Gemeinde Stroheim zusammengelegt wurden.

### Religionen
Um 1235 ließ Graf Johann I. von Schaunberg die katholische Pfarrkirche Stroheim erbauen. Das Bauwerk mit dem 52 m hohen Turm ist Johannes dem Täufer geweiht. Der Graf war Mitglied des Johanniterordens und übergab die Kirche als Filialkirche den Johannitern von Mailberg, den späteren Maltesern. Aus dieser Tatsache leitet sich das Malteserkreuz im heutigen Gemeindewappen ab.
1784 wurde Stroheim eine eigene Pfarre. Die in ihren Ursprüngen gotische Pfarrkirche wurde später mehrfach umgebaut, so bekam sie unter anderem eine neugotische Inneneinrichtung; ihre heutige Form erhielt sie 1896/97.
Neben der Pfarrkirche gibt es noch die 1901 erbaute, vom Kloster Pupping gestiftete Landerlkapelle im Ortsteil Geisberg. Sie ist Ziel der jährlichen Christi-Himmelfahrtsprozessionen und kann auch als Hochzeitskirche genutzt werden.
Heute (2006) sind ungefähr 75 % der Bevölkerung Katholiken.

## Kultur und Sehenswürdigkeiten

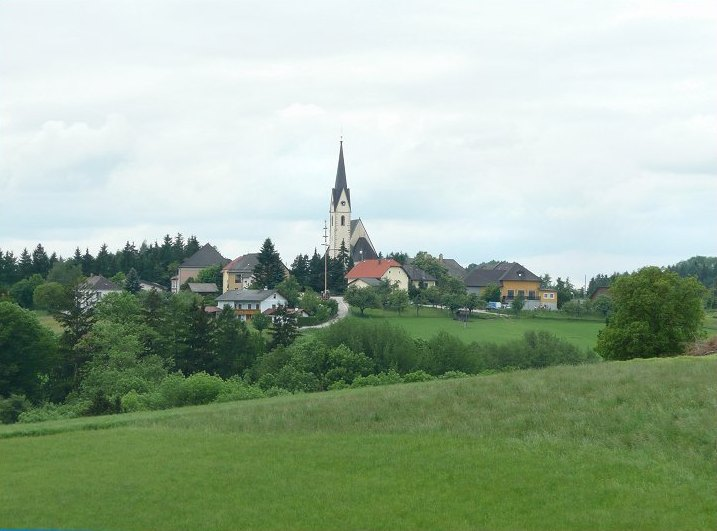
Pfarrkirche Stroheim

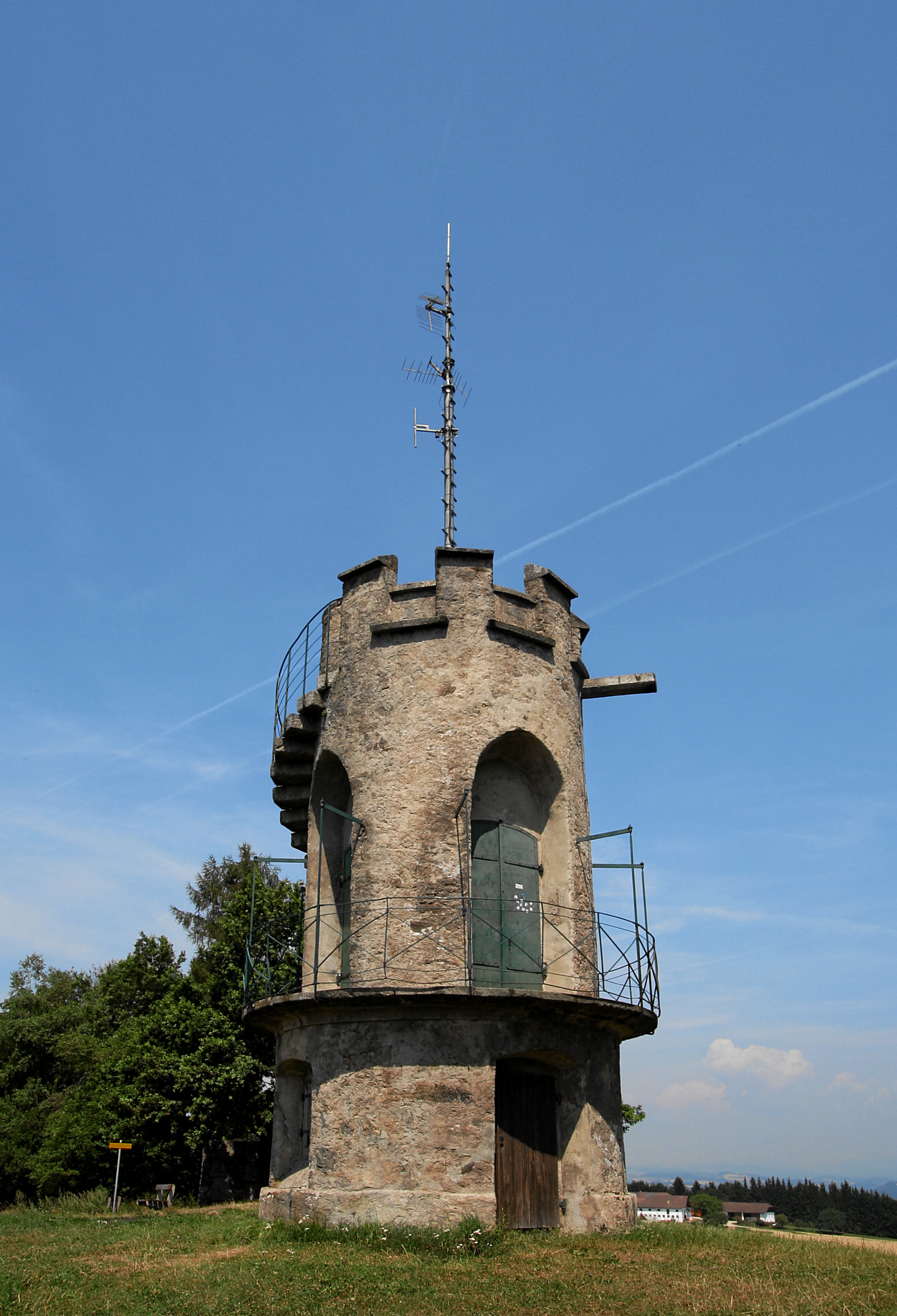
Aussichtswarte Mayrhofberg

- Katholische Pfarrkirche Stroheim hl. Johannes der Täufer
- Malteser Commende
- Landerlkapelle: erbaut 1901
- Mayrhofberg: auf dem höchsten Punkt der Gemeinde (654 m) befindet sich seit 1884 eine gemauerte Aussichtswarte.

## Wirtschaft und Infrastruktur

### Verkehr
Wegen der Lage auf einem Berg gibt es keinen Durchzugsverkehr. Die L 1217 Stroheimer Straße führt von Eferding über Stroheim ins Aschachtal bei Waizenkirchen. Daneben gibt es untergeordnete Straßen in andere Nachbargemeinden.
Der öffentliche Personennahverkehr wird vom Oberösterreichischen Verkehrsverbund über die in Stroheim ansässige Firma Hehenberger betrieben. Die Buslinie 665 führt derzeit von Eferding über Hinzenbach nach Stroheim und endet in Reith. Seit Herbst 2022 werden manche Touren weiter über Waizenkirchen nach Dachsberg zum dortigen Gymnasium geführt.

### Bildung
- Gemeindekindergarten
- Volksschule

### Vereine
Mehr als 10 Vereine bereichern das gesellschaftliche Leben von Stroheim, in den Bereichen Kultur, Sport, Gesellschaft usw.
- zwei Tennisplätze
- Asphaltbahn
- Beachvolleyballplatz
- öffentlicher Sportplatz
- Markierte Wanderwege
- im Winter eine 15 km lange Langlaufloipe

## Politik

### Gemeinderat
Der Gemeinderat hat 19 Mitglieder.
- Mit den Gemeinderats- und Bürgermeisterwahlen in Oberösterreich 2003 hatte der Gemeinderat folgende Verteilung: 13 ÖVP und 2 SPÖ. (15 Mandate)
- Mit den Gemeinderats- und Bürgermeisterwahlen in Oberösterreich 2009 hatte der Gemeinderat folgende Verteilung: 13 ÖVP, 3 SPÖ, 2 FPÖ und 1 BZÖ. (19 Mandate)
- Mit den Gemeinderats- und Bürgermeisterwahlen in Oberösterreich 2015 hatte der Gemeinderat folgende Verteilung: 9 ÖVP, 6 mea (miteinander), 2 BZÖ und 2 SPÖ. (19 Mandate)
- Mit den Gemeinderats- und Bürgermeisterwahlen in Oberösterreich 2021 hat der Gemeinderat folgende Verteilung: 11 ÖVP, 4 mea (miteinander), 3 FPÖ und 1 SPÖ (19 Mandate).[6][7]

### Bürgermeister
Bürgermeister seit 1855 waren:
- 1855–1861 Joseph Steininger
- 1861–1866 Mathias Mair
- 1866–1884 Peter Obermayr
- 1884–1887 Franz Kreuzwieser
- 1887–1893 Franz Gschwendtner
- 1893–1896 Franz Kreuzwieser
- 1896–1899 Johann Strasser
- 1899–1902 Franz Kreuzwieser
- 1902–1905 Leopold Wolfsteiner
- 1905–1908 Johann Loitzenbauer
- 1908–1911 Leopold Wolfsteiner
- 1911–1919 Johann Loitzenbauer
- 1919–1938 Josef Kreuzwieser
- 1938–1945 Johann Schatzl-Moser
- 1945–1949 Josef Kreuzwieser
- 1949–1984 Friedrich Heigl
- 1984–2003 Josef Rabeder
- 2003–2015 Franz Breuer (ÖVP)
- 2015–2021 Rudolf Gammer (ÖVP)
- seit 2021 Volker Krennmair (ÖVP)

### Wappen
Blasonierung: Von Rot und Silber geviert mit einem Malteserkreuz in gewechselten Farben. Die Gemeindefarben sind Grün-Weiß. Das eingekerbte („achtspitzige“) Kreuz ist das Zeichen des 1113 in Jerusalem gegründeten Johanniter-, später Malteser-Ritterordens, der aus Anlass der Kreuzzüge zur Betreuung der Pilger und zur Verteidigung der Kirchen im Heiligen Land entstanden ist. Die Johanniter-Ordenskommende Stroheim wurde wahrscheinlich um 1260 oder schon 1235 auf Grund einer Schenkung der Herren von Schaunberg innerhalb ihres Machtbereiches errichtet und der Komturei Mailberg/NÖ. als Filiale übergeben; 1273 wird die Marienkirche oberhalb von „Strahen“ in einer Schenkungsurkunde an den Meister Wulfing in Mailberg erstmals schriftlich erwähnt. Nachdem 1780 bzw. 1784 die Errichtung der Pfarre Stroheim verfügt wurde, verzichtete 1790 die Malteser-Kommende  auf das Patronatsrecht, das schließlich auf den Religionsfonds der neugeschaffenen Diözese Linz überging.

## Persönlichkeiten

### Söhne und Töchter der Gemeinde
- Johann Evangelist Aichinger (1805–1864), Direktor der Taubstummenanstalt in Wien[9]
- Franz Hofer (1929–2020), Politiker
- Josef Hehenberger (* 1940), Zisterzienser und Missionar, Abt des Klosters Jequitibá 2004–2014